# Hammie Nixon
Hammie Nixon (* 22. Januar 1908 in Brownsville, Tennessee; † 17. August 1984 in Jackson, Tennessee) war ein US-amerikanischer Blues-Musiker, einer der frühen Virtuosen auf der Mundharmonika.
Neben der Blues Harp spielte Nixon Kazoo, Gitarre und den Jug (siehe Jug-Band). Über 50 Jahre lang trat er immer wieder mit Sleepy John Estes auf. Ihre ersten gemeinsamen Aufnahmen machten sie 1929. Nixon machte auch Aufnahmen mit Little Buddy Doyle, Lee Green, Charlie Pickett und Son Bonds.
Hammie Nixon etablierte die Mundharmonika, die zuvor ein Soloinstrument war, als Begleit- und Rhythmusinstrument für Bands. Er selbst spielte bei zahlreichen Jug-Bands, z. B. in seinen späten Jahren bei der Beale Street Jug Band. Seine letzte Aufnahme machte er 1984 kurz vor seinem Tod.

## Diskographie

### Mit Sleepy John Estes
- Complete Works, Vol. 1 (1929-1937) Document
- On 80 Highway
- In Europe
- Broke And Hungry

### Mit Son Bonds
- Complete Recorded Works In Chronological Order 1934-41  Wolf Records

### Eigene Alben
- 1984  Tappin’ That Thing  High Water Music